# Александр Бардене
Александр Бардене (26 травня 1990 , Сен-Сольв ) — французький фехтувальник на шпагах, чемпіон світу, призер чемпіонатів світу та Європи.

## Виступи на Олімпіадах
| Олімпіада  | Дисципліна          | Місце |
| ---------- | ------------------- | ----- |
| Токіо 2020 | індивідуальна шпага | 11    |
| Токіо 2020 | командна шпага      | 5     |

## Медальна статистика
| Сезон   | Дата              | Місце проведення                   | Турнір      | Результат |
| ------- | ----------------- | ---------------------------------- | ----------- | --------- |
| 2016/17 | 9 грудня 2016     | Доха, Катар                        | Гран-прі    | Срібло    |
| 2018/19 | 10 січня 2019     | Гайденгайм-ан-дер-Бренц, Німеччина | Кубок світу | Золото    |
| 2018/19 | 24 січня 2020     | Ванкувер, Канада                   | Кубок світу | Бронза    |
| 2019/20 | 22 листопада 2019 | Берн, Швейцарія                    | Кубок світу | Бронза    |
| 2019/20 | 24 січня 2020     | Доха, Катар                        | Гран-прі    | Срібло    |
| 2021/22 | 19 листопада 2021 | Берн, Швейцарія                    | Кубок світу | Срібло    |
| 2021/22 | 15 квітня 2022    | Париж, Франція                     | Кубок світу | Бронза    |

| Сезон   | Дата              | Місце проведення                   | Турнір           | Результат |
| ------- | ----------------- | ---------------------------------- | ---------------- | --------- |
| 2018/19 | 10 лютого 2019    | Ванкувер, Канада                   | Кубок світу      | Бронза    |
| 2018/19 | 19 травня 2019    | Париж, Франція                     | Кубок світу      | Срібло    |
| 2018/19 | 22 липня 2019     | Будапешт, Угорщина                 | Чемпіонат світу  | Золото    |
| 2019/20 | 24 листопада 2019 | Берн, Швейцарія                    | Кубок світу      | Золото    |
| 2019/20 | 11 січня 2020     | Гайденгайм-ан-дер-Бренц, Німеччина | Кубок світу      | Срібло    |
| 2021/22 | 17 квітня 2022    | Париж, Франція                     | Кубок світу      | Срібло    |
| 2021/22 | 14 травня 2022    | Гайденгайм-ан-дер-Бренц, Німеччина | Кубок світу      | Бронза    |
| 2021/22 | 29 травня 2022    | Тбілісі, Грузія                    | Кубок світу      | Срібло    |
| 2021/22 | 22 червня 2022    | Анталія, Туреччина                 | Чемпіонат Європи | Бронза    |
| 2021/22 | 22 липня 2022     | Каїр, Єгипет                       | Чемпіонат світу  | Золото    |